# Premios europeos de ciencia ficción
Los Premios Europeos de Ciencia Ficción corresponden a una instancia en el cual se galardonea al mejor autor, traductor, promotor, publicación periódica, editorial, artista y revista.
Fueron creados por la Sociedad Europea de Ciencia Ficción (European Science Fiction Society o ESFS) en Europa en 1972, reuniendo a diversos profesionales. Anteriormente, esta convención era bianual, pero a partir de 1982 pasó a ser anual.
Estos premios se asemejan a los premios Hugo y a los premios Nébula de EE. UU..